# Kokia drynarioides
Kokia drynarioides é uma espécie de angiospérmica da família das Malvaceae.
Apenas pode ser encontrada no seguinte país: the Estados Unidos da América.
Está ameaçada por perda de habitat.